# Vilcha (Járkov)
Vilcha (en ucraniano: Вільча) es un pueblo ucraniano perteneciente al óblast de Járkov. Situado en el este del país, es parte del raión de Chujúyiv y del municipio (hromada) de Vovchansk.

## Toponimia
El nombre de la ciudad en otros idiomas de importancia local es también es Vilcha (en ruso: Вильча).

## Geografía
Vilcha está situada 6 km al sur de Vovchansk y a 71 km de Járkov. 

## Historia
El asentamiento, a veces llamado Nueva Vilcha, fue fundado en 1993 cuando los 2.000 residentes de Vilcha (en el óblast de Kiev), se mudaron aquí en el período 1993- 1996 al estar ubicada a 45 km de la central nuclear de Chernóbil. Inmediatamente después del accidente de 1986, la Zona de exclusión fue reconocida sólo en el área dentro de un radio de 30 km de la central nuclear. La idea de crear un pueblo surgió en 1989 y las autoridades soviéticas presentaron a Vilcha como escaparate. Este es uno de los asentamientos masivos de residencia compacta, donde las personas se asentaban de manera que sus familiares estuvieran a su lado. Además, los funcionarios representaron el centro como industrial. A la gente se le prometió construir una planta de baños y lavandería, una filial de la planta de radio de Járkov, un hotel, un centro deportivo y de entretenimiento para jóvenes con 400 asientos, invernaderos e incluso una piscina. Vilcha se convirtió en el asentamiento urbano más nuevo de toda Ucrania.
Hasta el 18 de julio de 2020, Vilcha fue parte del raión de Vovchansk. El raión se abolió en julio de 2020 como parte de la reforma administrativa de Ucrania, que redujo el número de raiones del óblast de Járkiv a siete. El área del raión de Vovchansk se fusionó con el raión de Chujúyiv.En 2023, Vilcha perdió el estatus de asentamiento de tipo urbano debido a la eliminación de este estatus administrativo.
Vilcha fue ocupada por Rusia durante la invasión rusa de Ucrania en febrero de 2022 y Ucrania la recuperó el 11 de septiembre de 2022 como parte de una gran contraofensiva en la región de Járkiv.

## Demografía
La evolución de la población de Vilcha entre 2001 y 2022 fue la siguiente:
| 1658                                                          | 1712 | 1691 | 1639 |
| (Fuente: Cities & Towns of Ukraine y UKRAINE: Größere Städte) |      |      |      |

Según el censo de 2001, la lengua materna de la mayoría de los habitantes, el 90,47%, es el ucraniano; y del 8,32% es el ruso.

## Economía
El pueblo tiene una tasa de desempleo muy alta. De las empresas en funcionamiento, cabe destacar únicamente la planta de servicios públicos municipales de Vilchansky.

## Infraestructura

### Transporte
Vilcha cuenta con la carretera provincial T2104 y la estación de tren de Harbuzivka, en la línea Bélgorod-Kúpiansk. 